# Petri Kotwica
Petri Kotwica, född 1964 i Pargas, är en finländsk filmregissör och manusförfattare. Kotwica fick sitt genombrott i Finland med filmen Svart is (fi. Musta jää) år 2007. Kotwica utexaminerades som filmregissör och manusförfattare från Konstindustriella högskolan år 1999.